# Chatuzange-le-Goubet
 Chatuzange-le-Goubet  es una población y comuna francesa, en la región de Ródano-Alpes, departamento de Drôme, en el distrito de Valence y cantón de Bourg-de-Péage.

## Demografía
| 1622 | 1777 | 1875 | 2554 | 3619 | 3975 |
| Para los censos de 1962 a 1999 la población legal corresponde a la población sin duplicidades (Fuente: INSEE [Consultar]) |      |      |      |      |      |

Forma parte de la aglomeración urbana de Romans-sur-Isère.